# Crush (beguda)

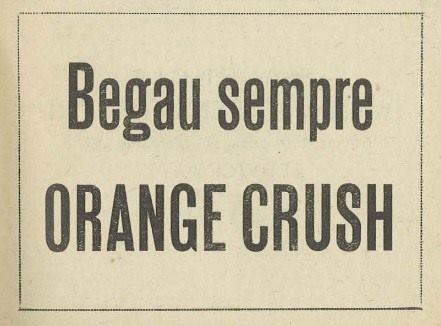
Publicitat d'Orange Crush de la revista Nostra Novela, 1930.

Crush és el nom d'una beguda carbonatada comercialitzada per la Dr Pepper Snapple Group. El seu sabor original era la taronja i va ser llançat al mercat amb el nom Orange Crush, inventat per Neil C. Ward en 1906, comercialitzant-se posteriorment altres versions amb diferents sabors.

## Història
En 1911, Clayton J. Howel va fundar l'Orange Crush Company, associant-se amb Neil C. Ward, qui inventaria la recepta. Clayton Howel tenia experiència empresarial al sector de les begudes havent comercialitzat anteriorment una beguda anomenada Howel's Orange Julep. Aquell refresc portava el nom de l'inventor com solia ser habitual en aquella època, per això aquesta nova beguda va portar el nom de l'altre inventor, anomenant-se originàriament Ward's Orange Crush. L'Orange Crush original incloïa polpa de taronja, tot i que no era resultat del procés d'espremuda, sinó que s'afegia a posteriori. En les dècades de 1920 i 1930, l'Orange Crush va dominar el mercat de les begudes gasoses amb sabor de taronja als Estats Units, entre altres coses, per haver sigut capaços de vendre'l com un refresc saludable. També en aquest període apareixen els primers sabors alternatius de la beguda, llima i llimó.
La marca va ser comprada per Procter & Gamble en 1980 (a excepció dels drets al Canadà, que serien adquirits en 1984). Tanmateix, Procter & Gamble vendria la marca novament a Cadbury Schweppes en 1989. L'empresa s'anomena Dr Pepper Snapple Group des de 2008.
Alguns del sabors de la beguda estan reconeguts com a Caixer.